# ادوارد کولمن (فیلم‌بردار)
ادوارد کولمن (انگلیسی: Edward Colman; ۲۵ ژانویهٔ ۱۹۰۵ – ۲۴ ژانویهٔ ۱۹۹۵) فیلم‌بردار اهل ایالات متحده آمریکا بود.
وی در سی و چهارمین دوره جوایز اسکار و سی و هفتمین دوره جوایز اسکار نامزد جایزه اسکار بهترین فیلم‌برداری شده بود.

## فیلم‌شناسی
- گربه جاسوس (۱۹۶۵)
- مری پاپینز (۱۹۶۴)